# عملية كوندور
عملية كوندور (الإسبانية: Operación Condor، المعروفة أيضا باسم خطة كوندور، البرتغالية: Operação Condor) كانت حملة من القمع السياسي وإرهاب الدولة التي تشمل العمليات الاستخبارية واغتيال المعارضين، والتي بدأت في عام 1968 وتم العمل بها رسمياً في عام 1975 من قبل الدكتاتوريات اليمينية في المخروط الجنوبي للقارة الأميركية الجنوبية. البرنامج كان يهدف إلى القضاء على الشيوعية أو النفوذ والأفكار السوفييتية، وقمع حركات المعارضة النشطة أو المحتملة ضد الحكومات المشاركة في هذا المشروع.
بسبب طبيعتها السرية، ليس هنالك أرقام دقيقة حول عدد الوفيات الناتجة مباشرة عن عملية كوندور. بعض التقديرات تحصي ما لا يقل عن 60,000 حالة وفاة ناتجة عن عمليات «كوندور»،  وربما أكثر. وتشمل لائحة الضحايا معارضين يساريين، قادة إتحادات العمال والفلاحين والكهنة والراهبات والطلاب والمعلمين والمثقفين وأفراد يشتبه بانضمامهم إلى التمرد المسلح.

## الحالات والملاحقات القضائية البارزة

### تشيلي
عندما أُلقي القبض على أوغستو بينوشيه في لندن عام 1998 استجابة لطلب القاضي الإسباني بالتازار غارزون بتسليمه إلى إسبانيا، جرى الكشف عن معلومات إضافية تتعلق بعملية كوندور. قال أحد المحامين الذين طالبوا بتسليمه أنه يوجد محاولة لاغتيال كارلوس ألتاميرانو، زعيم الحزب الاشتراكي التشيلي. أفاد أيضًا أن بينوشيه التقى بالإرهابي الإيطالي الفاشي الجديد ستيفانو ديلي شياي أثناء جنازة فرانثيسكو فرانكو في مدريد عام 1975 ورتب لقتل ألتاميرانو. لكن الخطة فشلت. في نهاية المطاف، أحدث القاضي الشيلي خوان غوزمان تابيا سابقة قانونية تتعلق بجريمة «الاختطاف الدائم»: إذ نظرًا لتعذر العثور على جثث الضحايا المختطفين أو الذين يُفترض أنهم قُتلوا، افترض خوان استمرار عملية الاختطاف، بدلًا من حدوثها منذ فترة طويلة، ما يجعل مرتكبيها يتمتعون بالحماية بموجب مرسوم عفو صادر في عام 1978 أو بموجب قانون التقادم التشيلي. في نوفمبر 2015، أقرت حكومة تشيلي بأن بابلو نيرودا ربما يكون قد قُتل على أيدي أعضاء في نظام بينوشيه.

#### الجنرال كارلوس براتس
قُتل الجنرال كارلوس براتس وزوجته صوفيا كوثبرت بانفجار سيارة مفخخة في 30 سبتمبر 1974 في بوينس آيرس، حيث عاشا في المنفى. حُملت إدارة المخابرات الوطنية التشيلية المسؤولية. في تشيلي، أنهى القاضي أليخاندرو سوليس محاكمة بينوشيه في يناير 2005 بعد أن رفضت المحكمة العليا في تشيلي طلبه بإلغاء حصانة بينوشيه من الملاحقة القضائية (بوصفه رئيس الدولة). في تشيلي، اتُهم قادة إدارة المخابرات الوطنية بالقيام بعملية الاغتيال هذه، بمن فيهم مانويل كونتريراس، رئيس العمليات السابق، والجنرال المتقاعد راؤول إتورياجا، وأخوه روجر إتورياجا، والعميد السابق بيدرو إسبينوزا برافو وخوسيه زارا. في الأرجنتين، أُدين عميل إدارة المخابرات الوطنية إنريكي أرانسيبيا كلافل بتهمة القتل.

#### برناردو ليتون
أُصيب برناردو ليتون وزوجته بإصابات بالغة جراء محاولة اغتيال فاشلة في 6 أكتوبر 1975، بعد أن استقرا في المنفى في إيطاليا. أدى الهجوم بالمسدس إلى إصابة برناردو ليتون بجروح خطيرة وإصابة زوجته أنيتا فريسنو بعاهة مستديمة. وفقًا لوثائق، رفعت عنها السرية، في أرشيف الأمن القومي والمدعي العام الإيطالي جيوفاني سالفي، الذي قاد محاكمة مانويل كونتريراس، الرئيس السابق لإدارة المخابرات الوطنية، التقى ستيفانو ديلي شياي بمايكل تاونلي وفرخيليو باز روميرو في مدريد في عام 1975 للتخطيط لاغتيال برناردو ليتون بمساعدة شرطة فرانثيسكو فرانكو السرية. في عام 1999، أعلن أمين مجلس الأمن الوطني، غلين تي. ديفيز، أن الوثائق التي رفُعت عنها السرية تثبت مسؤولية حكومة بينوشيه عن محاولة اغتيال برناردو ليتون، وكذلك أورلاندو ليتيلير والجنرال كارلوس براتس، الفاشلة في 6 أكتوبر 1975.

#### أورلاندو ليتيلير
في ديسمبر 2004، كتب فرانثيسكو أورلاندو ليتيلير، ابن أورلاندو ليتيلير، في عمود رأي في صحيفة لوس أنجلوس تايمز، أن اغتيال والده كان جزءًا من عملية كوندور، التي وصفها بأنها «شبكة تبادل استخبارات استخدمها ستة من ديكتاتوري أمريكا الجنوبية في ذلك العصر للقضاء على المنشقين».
اتهم مايكل تاونلي بينوشيه بالمسؤولية عن وفاة ليتيلير. اعترف تاونلي بأنه استأجر خمسة من المنفيين الكوبيين المناهضين لكاسترو لتفخيخ سيارة ليتيلير. وفقًا لما ذكره جان غي ألارد، وبعد التشاور مع قيادة منظمة تنسيق المنظمات الثورية المتحدة (سي أوه أر يو) الإرهابية، ومع لويس بوسادا كاريليس وأورلاندو بوش، فإن من وقع عليهم الاختيار لتنفيذ عملية الاغتيال هم الكوبيون الأمريكيون: خوسيه ديونيسيو سواريز، وفرخيليو باز روميرو، وألفن روس دياز، والأخوان غييرمو وإغناسيو نوفو سامبول. وفقًا لصحيفة ميامي هيرالد، كان لويس بوسادا كاريليس حاضرًا في هذا الاجتماع، وهو الاجتماع الذي قُرر فيه قتل ليتيلير وتفجير رحلة الطيران الكوبية 455.

#### لوس كيمادوس
في شهر يوليو 1986، أُحرق المصور رودريجو روخاس دينيجري حيًا، وتعرضت كارمين غلوريا كينتانا لحروق بالغة أثناء احتجاجات الشوارع ضد بينوشيه. أصبحت قضيتهما تُعرَف باسم لوس كيمادوس («المحروقون»)، وحظيت القضية بالاهتمام في الولايات المتحدة لأن روخاس فر إلى الولايات المتحدة بعد انقلاب عام 1973. تشير وثيقة صادرة عن وزارة خارجية الولايات المتحدة إلى أن الجيش التشيلي أضرم النار عمدًا في كل من روخاس وكينتانا. من ناحية أخرى، اتهم بينوشيه روخاس وكينتانا بكونهما إرهابيين أُضرمت النيران فيهما بفعل قنابل المولوتوف الخاصة بهم. حسب محلل أرشيف الأمن القومي بيتر كورنبلوه، فإن رد فعل بينوشيه في مهاجمة وموت روخاس «أسهم في قرار ريغان بسحب دعمه للنظام والضغط من أجل العودة إلى الحكم المدني».

#### عملية الصمت
كانت عملية الصمت عملية تشيلية لإعاقة التحقيقات التي يجريها القضاة التشيليون بإبعاد الشهود من البلاد. بدأ الأمر قبل عام من العثور على «أرشيف الإرهاب» في باراغواي.
في أبريل 1991، غادر البلاد أرتورو سانهوزا روس، المرتبط بمقتل زعيم الحركة اليسارية الثورية جيكر نيغمي في عام 1989. وفقًا لتقرير ريتيغ، فإن موت جيكر نيغمي قد نفذه عملاء الاستخبارات التشيلية. في سبتمبر 1991، غادر كارلوس هيريرا خيمينيز، الذي قتل النقابي توكابيل خيمينيز، بالطائرة. في أكتوبر 1991، اصطُحب أخصائي الكيمياء أوخينيو بيريوس، الذي كان يعمل مع وكيل إدارة الاستخبارات الوطنية مايكل تاونلي، من شيلي إلى أوروغواي على يد عملاء عملية كوندور لتجنب الإدلاء بشهادته في قضية ليتيلير. استخدم بيريوس جوازات سفر أرجنتينية وأوروغواية وباراغواية وبرازيلية، وهو ما أثار مخاوف من أن عملية كوندور لم تنتهي. عُثر على بيريوس مقتولًا في إل بينار، بالقرب من مونتفيدو (أوروغواي) في عام 1995. كانت جثته مشوهة إلى حد يجعل التعرف عليها مستحيلًا.
في يناير 2005، اعترف مايكل تاونلي، الذي يعيش الآن في الولايات المتحدة بموجب برنامج حماية الشهود، بوجود صلات بين تشيلي وإدارة الاستخبارات الوطنية ومركز الاحتجاز والتعذيب كولونيا ديغنداد. أُنشئ المركز في عام 1961 على يد بول شيفر، الذي أُلقي القبض عليه في مارس 2005 في بوينس آيرس وأُدين بتهم اغتصاب الأطفال. أبلغ تاونلي الإنتربول عن مركز كولونيا ديغنداد ومختبر الحرب البكتريولوجية التابع للجيش. كان هذا المختبر الأخير ليحل محل مختبر إدارة الاستخبارات الوطنية القديم في شارع فيا نارانيا دي لو كورو، حيث عمل تاونلي مع القاتل الكيميائي أوخينيو بيريوس. وفقًا لما ذكره قاضي التحقيق في القضية، فإن السم الذي من المفترض أنه قتل الديمقراطي المسيحي إدواردو فري مونتالبا قد يكون قد صُنع في هذا المختبر الجديد في كولونيا ديغنداد. في عام 2013، أفاد فيلم وثائقي تعاوني برازيلي أوروغواي أرجنتيني، وهو دوسيه جانغو، بتورط المختبر نفسه في تسميم الرئيس البرازيلي المخلوع جواو غولار.